# پیوه دل کایرو
پیوه دل کایرو (به ایتالیایی: Pieve del Cairo) یک کومونه در ایتالیا است که در استان پاویا واقع شده‌است. پیوه دل کایرو ۲۵٫۵ کیلومتر مربع مساحت و ۲٬۱۷۹ نفر جمعیت دارد و ۸۰ متر بالاتر از سطح دریا واقع شده‌است.